# Kallstroemia hystrix
Kallstroemia hystrix là một loài thực vật có hoa trong họ Zygophyllaceae. Loài này được (R. Br.) Engl. miêu tả khoa học đầu tiên năm 1890.